# Olonzac
Olonzac – miejscowość i gmina we Francji, w regionie Oksytania, w departamencie Hérault. Przez gminę przepływają rzeki Aude oraz Ognon. 
Według danych na rok 1990 gminę zamieszkiwało 1569 osób, a gęstość zaludnienia wynosiła 83 osoby/km² (wśród 1545 gmin Langwedocji-Roussillon Olonzac plasuje się na 240. miejscu pod względem liczby ludności, natomiast pod względem powierzchni na miejscu 411.).